# КК Петрохими Бандар Имам
КК Петрохими Бандар Имам (енгл. Petrochimi Bandar Imam BC) је ирански кошаркашки клуб из Маншахера. Тренутно се такмичи у Суперлиги Ирана.

## Успеси

### Национални
- Првенство Ирана:
  - Првак (4): 2013, 2014, 2016, 2017.

## Познатији играчи
- Мирза Бегић
- Сани Бечировић
- Џејмс Вајт
- Вили Ворен
- Славко Вранеш
- Ден Гаџурич
- Алекс Марић
- Хамед Хадади
- Јасмин Хукић